# Frauenverein
Ein Frauenverein ist ein Verein, in dem sich Frauen zusammenschließen. Ziele von Frauenvereinen sind häufig soziale Anliegen im Allgemeinen oder Frauenthemen und Frauenfragen im Besonderen. Die ersten deutschen Frauenvereine wurden Anfang des 19. Jahrhunderts gegründet. Im Jahr 2019 wurde politisch diskutiert, reinen Frauenvereinen ebenso wie reinen Männervereinen die Gemeinnützigkeit zu entziehen, wie beispielsweise im Fall des Hamburger Ruderinnen-Clubs von 1925 e. V.

## Geschichte der Frauenvereine in Deutschland

### Chronologie
Die ersten Frauenvereine entstanden ab 1810 nach dem Vorbild der französischen Wöchnerinnengesellschaften. Sie wurden in den unter französischer Verwaltung stehenden Städten Preußens eingeführt.
Während der Befreiungskriege wurden zahlreiche Frauenhilfsvereine gegründet, um die Freiwilligen zu unterstützen. Fast alle dieser Frauenvereine lösten sich nach 1815 wieder auf.
Seit Ende der 1820er Jahre wurden verschiedene wohltätige Frauenvereine gegründet, die vor allem fürsorgerisch tätig waren. Seit den 1840er Jahren kamen viele kirchliche Frauenvereine hinzu.
Politisch orientierte Frauenvereine traten erstmals während der Revolution von 1848 auf. 1850 wurde in einigen Bundesstaaten, unter anderem in Preußen und Bayern, die Mitgliedschaft von Frauen in politischen Vereinen verboten. Die Ziele der Frauenvereine, die in der Folge gegründet wurden, sind deshalb – zumindest vordergründig – unpolitisch und pragmatisch.
Im Jahre 1859 gründete die damalige badische Großherzogin Luise den badischen Frauenverein als Vorläufer der Rotkreuz-Schwesternschaft.
Die 1866 von der späteren deutschen Kaiserin Augusta ins Leben gerufenen Vaterländischen Frauenvereine hatten ihren Tätigkeitsschwerpunkt als weiblichen Teil des Roten Kreuzes in Preußen zunächst in der militärischen Krankenpflege. Im Deutsch-Französischen Krieg (1870/1871) und im Ersten Weltkrieg (1914–1918) versorgten sie Verwundete, sammelten so genannte „Liebensgaben“ (Spenden) für die Soldaten, strickten Strümpfe bzw. ließen diese von bedürftigen Frauen gegen Lohn anfertigen. Seit den 1870er Jahren engagierten sich die lokal agierenden Vereine in vielerlei sozialen Bereichen, wie zum Beispiel Suppenküchen, Säuglingspflege, Tuberkulosefürsorge oder ländliche Krankenfürsorge. Ab 1890 sind auch Arbeitsvermittlung und Berufsbildungsangebote für Jugendliche belegt, so im niederschlesischen Waldenburg (Weberhilfskasse). 
Die Mehrheit der Mitglieder des konservativ-monarchistischen Frauenvereins stammte aus dem Adel und Bürgertum. Der Vaterländische Frauenverein existierte bis circa 1937 und war die größte Frauenorganisation im Kaiserreich. Die jeweilige Kaiserin fungierte als Protektorin und nahm eine Vorbildfunktion ein. Auch in den anderen Landesteilen des Reiches gründeten sich in der zweiten Hälfte des 19. Jahrhunderts, oft durch die jeweilige Landesfürstin veranlasst und gefördert, Frauenvereine vom Roten Kreuz, deren Ausrichtung und Tätigkeitsprofil ähnlich dem preußischen Verein waren.
Emanzipatorische Ziele vertraten die Frauenvereine vom Roten Kreuz nicht. Auch der 1865 gegründete Lette-Verein, der sich um eine bessere Mädchenbildung und Berufsbildung von Frauen kümmerte, strebte dies nicht an.
Zu den progressiveren Frauenvereinen zählten zahlreiche Vereine, die sich dem 1894 gegründeten Bund Deutscher Frauenvereine (BDF) anschlossen; dazu gehörte der 1865 in Leipzig gegründete Allgemeine Deutsche Frauenverein,  Sittlichkeitsvereine, Berufsorganisationen wie zum Beispiel der Allgemeine deutsche Lehrerinnenverein oder soziale Vereine und politisch agierende Gruppen wie Stimmrechtsvereine.  Die erste bürgerliche Frauenbewegung war im Großen und Ganzen gemäßigt. Die Andersartigkeit des weiblichen Geschlechts und die damit verbundene andere Rolle in allen gesellschaftlichen Bereichen wurde nicht in Frage gestellt.
Gegen Ende des 19. Jahrhunderts kam es zum eigentlichen Gründungsboom von Frauenvereinen. Neben zahlreichen kirchlichen Vereinigungen, wie dem Deutsch-Evangelischen Frauenbund, dem Jüdischen Frauenbund oder dem Katholischen Deutschen Frauenverband, entstanden Bildungs- und Berufsvereine in den verschiedensten Ausprägungen. Außerdem existierte eine bürgerlich-radikale Frauenbewegung um u. a. Anita Augspurg und eine proletarische Frauenbewegung, die mit dem Namen Clara Zetkin verbunden ist. Obwohl diese drei Richtungen für die Rechte und Freiheiten der Frauen stritten, blieben sie getrennte Organisationen, die verschiedene Weltbilder und Frauen aus unterschiedlichen Schichten vertraten.
Nach dem Vorbild des Londoner Lyceum Club entstanden ab 1904 in verschiedenen europäischen Städten Lyceum-Clubs als Frauenkulturvereine.
Zur Zeit des Nationalsozialismus existierten völkische Frauenvereine, deren Mitglieder im 1923 vom Elsbeth Zander (1888–1963) gegründeten Deutschen Frauenorden die Politik der NSDAP vertraten.

### Historische Bedeutung der Frauenvereine
Im 19. Jahrhundert bis ins 20. Jahrhundert hinein hatten Frauen kein politisches Mitspracherecht. Das Vereinsrecht der Länder verbot eine weibliche Beteiligung an politisch orientierten Vereinen. Dies wurde erst 1908 mit dem Reichsvereinsgesetz möglich. Die Mitgliedschaft in einem Verein, der sich sozialen Themen widmete, ermöglichte es den Mitgliedern, ihren Einflussbereich über die Familie hinaus auszudehnen, an einer sozialen Bewegung teilzunehmen und dadurch bis zu einem gewissen Grad Einfluss auf die öffentliche Meinung und Wertvorstellungen auszuüben.